# Bernhard von Büren (Domvikar)
Bernhard von Büren (* Oktober 1564 in Dortmund; † 8. Juli 1638) war Domvikar in Münster.

## Leben

### Herkunft und Familie
Bernhard von Büren entstammte dem westfälischen Adelsgeschlecht Büren, das zeitweise eines der mächtigsten im Bistum Paderborn war und dessen Angehörige sich während der Reformation überwiegend zum Calvinismus bekannten. Bis auf den Paderborner Domherrn Bernhard von Büren († 1580), der evangelisch war, gehörten die Dignitäten aus dem Haus von Büren dem katholischen Glauben an.
Bernhard war der Sohn des Domdechanten Arnold von Büren. Dieser war kein Kleriker, sondern durfte dieses Amt mit einer Sondergenehmigung des Domkapitels ausüben. Seine Magd Gret tor Stege, mit der er in einem Konkubinat gelebt hatte, brachte vier Mädchen zur Welt. Bernhard und sein Bruder Wilhelm stammten aus einer weiteren konkubinären Beziehung.

### Wirken
Bernhard war zunächst akademischer Kleriker ohne Amt und erhielt am 28. Februar 1580 durch den Abt von Iburg die Tonsur. So wurde er auf ein geistliches Leben vorbereitet. 1584 findet er als Magister artium Erwähnung. In diesem Jahr wurde er auch zum Domvikar bestellt. Seine Aufgabe lag in der Unterstützung des Domkapitels, insbesondere bei geistlichen Handlungen. In dieser Funktion blieb er bis zu seinem Tode tätig.
Am 22. März 1586 immatrikulierte er an der philosophischen Fakultät der Universität in Köln. Am 19. Januar 1590 nahm er die Altarpfründe der St.-Jacobi-Kirche in Münster in Besitz. Die Vikarie von St. Aegidii Münster blieb von 1594 bis zu seinem Tode in seinem Besitz.
Auf die Vikarie St. Stephanie verzichtete er am 31. Oktober 1597 zugunsten seines Bruders Wilhelm.
Seine Bestellung zum geistlichen Rat durch Bischof Ernst fiel auf den 22. Mai 1606. Im September 1620 wurde Bernhard Miterbe nach seinem verstorbenen Bruder Jobst. Wenige Monate vor seinem Tod machte Bernhard am 13. Januar 1638 sein Testament, mit dem er kirchliche Einrichtungen reichlich bedachte.